# Лоайса, Армандо
Армандо Лоайса Мариака (исп. Armando Loaiza Mariaca; 8 декабря 1943,  Ла-Пас, Боливия — 18 января 2016, там же) — боливийский государственный деятель и дипломат, министр иностранных дел Боливии (2005—2006).

## Биография
Окончил Университет Восточной Республики Уругвай, Монтевидео, а аспирантуру в Сантьяго-де-Чили, Чили и Женеве, Швейцария. Автор монографии «Относительно менее развитые страны Латинской Америки против ГАТТ».
Специализировался в области международных отношений и международного публичного права, и в течение его долгой дипломатической карьеры работал в миссиях Боливии в Каракасе (Венесуэла), Женеве (Швейцария), представляя свою страну перед швейцарским правительством и международных организаций, в Брюсселе (Бельгия) — при правительстве и международных организациях, в Чили, в Ватикане, в Италии. Являлся Чрезвычайным и Полномочным Послом в Уругвае. Также занимал должность директора Дипломатической академии Боливии «Рафаэль Бустильо» (1993).
В 2005 г. он был назначен министром иностранных дел в администрации президента Эдуардо Родригес Вельце.
После отставки работал в качестве международного комментатора в различных национальных и международных электронных СМИ, в 2013 г. вместе с другими бывшими главами МИД участвовал во встрече с президентом Эво Моралесом и бывшими президентами страны в обсуждении вопросов по вопросу обращения Боливии в Международный арбитраж по морскому праву, на котором являлся одним из ведущих экспертов.
В июне 2015 г. был назначен президентом Моралесом послом при Святом Престоле. Однако в начале августа в интервью чилийскому телеканалу «24 Horas de TVN» он заявил об антикатолической позиции главы государства и в вскоре был вынужден подать в отставку.